# Kráva (film)
Kráva je české televizní drama režiséra Karla Kachyni z roku 1993 natočené tvůrčí skupinou Heleny Sýkorové a Karla Škorpíka pro Českou televizi ve Filmovém studiu Barrandov. Jde o baladický film na motivy povídky Jana Procházky Kráva, která byla napsána zčásti na motivy J. Š. Baara. V hlavní roli Radek Holub a Alena Mihulová, hudbu složil Petr Hapka. V roce 1994 získal film Velkou cenu na MFF ve Štrasburku a Zlatého ledňáčka na Finále v Plzni.

## Obsazení
- Radek Holub – Adam, prostý dělník v lomu, bydlící o samotě vysoko za vsí, má křivou páteř
- Alena Mihulová – Róza, děvečka na statku, posléze Adamova žena
- Valerie Zawadská – matka Adama, povětrnice
- Antonín Molčík – soused, bohatý řezník a hospodář
- Zdeněk Dušek – lékař Vejsada
- František Peterka – četník
- Václav Helšus – hajný
- Zdeněk Kozák – soused
- Viktorie Knotková – sousedka
- Alice Šnirychová – Anežka, žena pomáhající Adamovi s jeho malým synem
- Roman Slovák – topič

## Obsah
Adam (Radek Holub), prostý mladý muž z horské vesnice, bydlící vysoko nad vsí, má nemocnou matku. Matka byla poběhlice a svého syna měla kdoví s kým. Adam o ni pečuje, nosí každý den na své políčko u chalupy hlínu ze vsi od potoka. Kvůli morfiu pro svoji nemocnou matku prodá prakticky jedinou cennou věc, kterou mají. Krávu. Na statku řezníka a hospodáře (Antonín Molčík) přitom potkává děvečku Rózu (Alena Mihulová). Matka záhy stejně umírá. Adam dál pracuje v lomu a nosí dennodenně hlínu od potoka na své políčko ve stráni. Má křivou páteř od pádu ze skály v dětství. Jednoho dne za ním do chalupy přijde Róza, že mu bude pomáhat s domácností. Adam ji vyžene. Další den, zatímco pracuje v lomu, mu Róza chalupu uklidí a napeče buchty. Postupně se usmíří a začnou spolu žít. Po čase do chalupy dorazí četník a řezník s obviněním, že Róza ukradla řezníkovi zlatý prstýnek. Byl to ale dárek a prstýnek četník stejně nenajde. Do lomu teď chodí s Adamem i Róza. Společně pracují, jí i se koupou. Po čase se pohádají, Adam nechce, aby se Róza bavila s jinými muži a podezřívá ji, že se chová jako jeho matka, bývalá místní poběhlice. Nakonec se v hospodě kvůli ní popere, ale zase se usmíří. Časem našetří dost peněz, Róza přidá i ten zlatý prstýnek a kupují novou krávu. Nechají ji otelit, ale mezitím se opět objevuje četník kvůli prstýnku. Buď jej zaplatí nebo bude potrestána. Róza se nakonec s řezníkem domluví na splátkách. Za pár měsíců kráva rodí tele, Adam s Rózou vstoupí do manželství a čekají dítě. Vše se zdá být šťastné a spokojené. Róza porodí malého Adámka, ale při porodu hodně zeslábne a onemocní. Adam kvůli léku pro Rózu jde podruhé do vsi prodat krávu. Podruhé marně. Róza umírá a Adam zůstává opět sám. Nese těžko ztrátu své ženy. Do jeho roubenky vysoko v horách přichází Anežka a nabídne se, že mu pomůže s dítětem. Adam v konci příběhu zakládá pole a kupuje malou kravku. Život v horách jde svým tempem dál.

## Zajímavosti
- Natáčení probíhalo v Pasekách nad Jizerou, Vysoké nad Jizerou a Roprachticích.[4]